# Ida Marie Hagen
Ida Marie Hagen (18 augustus 2000) is een Noorse noordse combinatieskiester.

## Carrière
Bij haar wereldbekerdebuut, op 3 december 2021 in Lillehammer, scoorde Hagen dankzij een vijfde plaats direct haar eerste wereldbekerpunten. Acht dagen later stond de Noorse in Otepää voor de eerste maal in haar carrière op het podium van een wereldbekerwedstrijd. Op de wereldkampioenschappen noordse combinatie 2023 in Planica eindigde ze als vierde op de individuele gundersenwedstrijd, samen met Jens Lurås Oftebro, Gyda Westvold Hansen en Jarl Magnus Riiber werd ze wereldkampioen in de gemengde landenwedstrijd.

## Resultaten

### Wereldkampioenschappen
| Jaar | Plaats  | Resultaten                     |
| ---- | ------- | ------------------------------ |
| 2023 | Planica | 4e Gundersen NH · Gemengd team |

### Wereldbeker
Eindklasseringen
| Seizoen   | Plaats |
| --------- | ------ |
| 2021/2022 | Zilver |
| 2022/2023 | Brons  |

Wereldbekerzeges individueel
| Nr. | Datum            | Plaats | Onderdeel    |
| --- | ---------------- | ------ | ------------ |
| 1.  | 16 december 2023 | Ramsau | 5 km compact |

Wereldbekerzeges team
| Nr. | Datum          | Plaats | Onderdeel    | Teamgenoten               |
| --- | -------------- | ------ | ------------ | ------------------------- |
| 1.  | 6 januari 2023 | Otepää | Gemengd team | Oftebro / Hansen / Gråbak |